# Vincent Gérard
Vincent Gérard (Woippy, 16 de diciembre de 1986) es un jugador de balonmano francés que juega de portero en el FC Barcelona y en la selección de balonmano de Francia.
Con la selección ha ganado el oro en el Campeonato Europeo de Balonmano Masculino de 2014, la plata en los Juegos Olímpicos de Río de Janeiro 2016, la medalla de oro en el Campeonato Mundial de Balonmano Masculino de 2017 y la medalla de bronce en el Campeonato Europeo de Balonmano Masculino de 2018.
En el Campeonato Mundial de Balonmano Masculino de 2017 fue elegido en el equipo ideal del torneo como mejor portero de la competición.

## Palmarés

### Selección nacional
| Juegos Olímpicos   | Juegos Olímpicos     | Juegos Olímpicos  | Juegos Olímpicos |
| Año                | Lugar                | Medalla           |                  |
| ------------------ | -------------------- | ----------------- | ---------------- |
| 2016               | Río de Janeiro       | Medalla de plata  |                  |
| 2020               | Tokio                | Medalla de oro    |                  |
| Campeonato Mundial |                      |                   |                  |
| Año                | Lugar                | Medalla           |                  |
| 2017               | Francia              | Medalla de oro    |                  |
| 2019               | Alemania y Dinamarca | Medalla de bronce |                  |
| 2023               | Polonia y Suecia     | Medalla de plata  |                  |
| Campeonato Europeo |                      |                   |                  |
| Año                | Lugar                | Medalla           |                  |
| 2014               | Dinamarca            | Medalla de oro    |                  |
| 2018               | Croacia              | Medalla de bronce |                  |

### Montpellier
- Liga de Francia de balonmano (1): 2008
- Copa de Francia de balonmano (2): 2008, 2016
- Copa de la Liga de balonmano (3): 2007, 2008, 2016
- Liga de Campeones de la EHF (1): 2018
- Supercopa de Francia (1): 2018

### Istres
- Copa de la Liga de balonmano (1): 2009

### Dunkerque
- Liga de Francia de balonmano (1): 2014
- Copa de Francia de balonmano (1): 2011
- Copa de la Liga de balonmano (1): 2013
- Supercopa de Francia (1): 2012

### PSG
- Liga de Francia de balonmano (3): 2020, 2021, 2022
- Copa de Francia de balonmano (2): 2021, 2022

## Clubes
- SMEC Metz (2003–2006)
- Montpellier HB (2006-2008)
- Istres OPH (2008-2010)
- Dunkerque HB (2010-2015)
- Montpellier HB (2015-2019)
- PSG (2019-2022)
- Saint-Raphaël VHB (2022-2023)
- THW Kiel (2023-2024)
- Istres OPH (2024)[9]
- FC Barcelona (2025- )[10][11]